# Poutní cesta

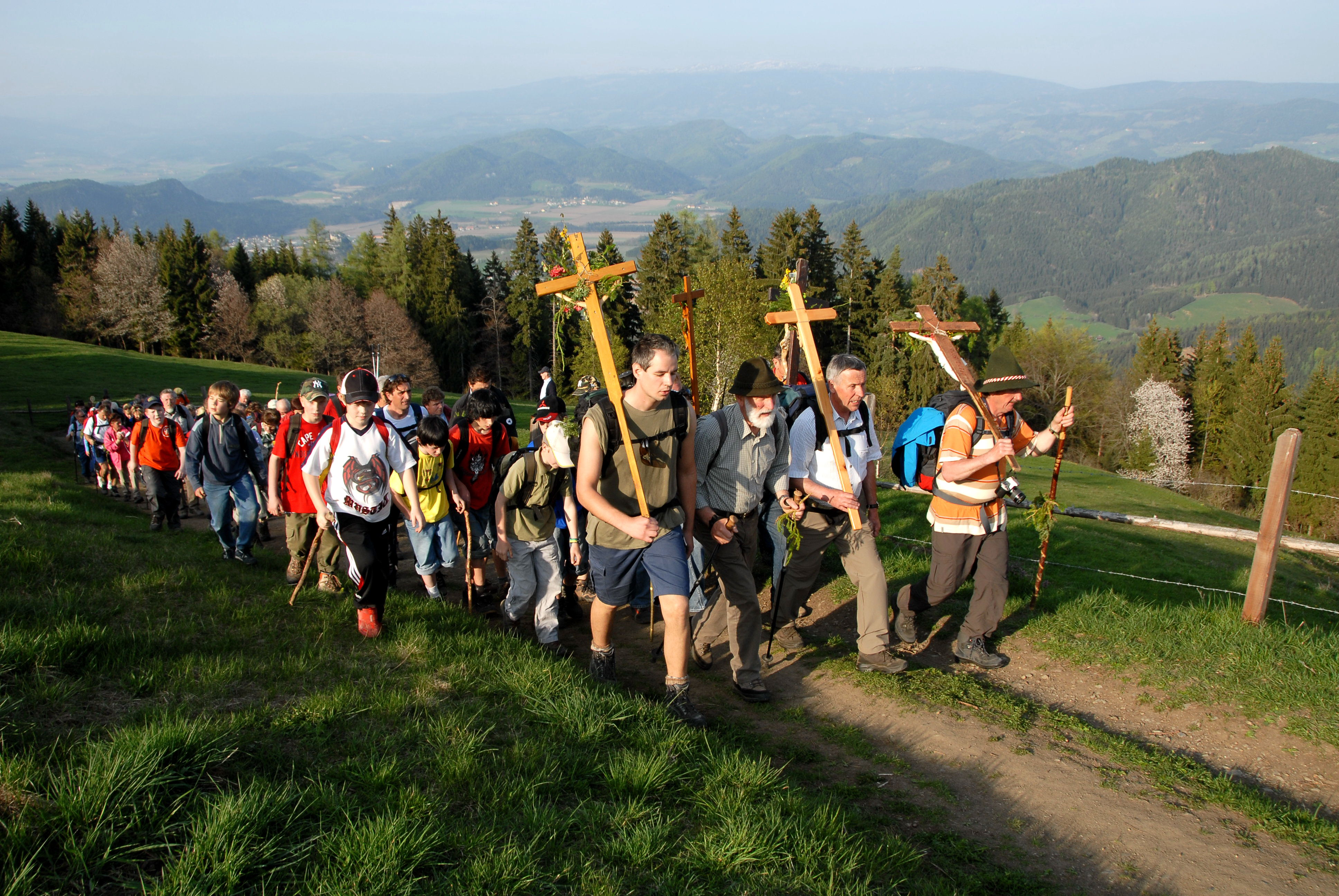
Vierbergelauf (česky Pochod čtyř hor, poprvé popsán v roce 1578) v rakouských Korutanech

Poutní nebo poutnická cesta nebo stezka je cesta, která je využívána účastníky poutí k dosažení určitého cíle, jímž bývá většinou poutní místo.

## Historie
Všechna velká náboženství znají poutní cesty a poutní místa (například pouť hadždž do Mekky v islámu). Pěší putování není jen reliktem minulosti a nápodobou předků, ale má smysl i v tom, že člověk se díky fyzické oběti (zátěži) a překonávání nepohodlí obětuje, čímž se podle některých činí vnímavějším pro duchovní prožitky a kontakt s Bohem. Je také blíž přírodě a je schopen ji lépe vnímat. S tím souvisí tzv. barokní kompozice krajiny, kdy byly kostely a jiné krajinotvorné prvky zasazovány do krajiny se zřetelem na to, jak bude na poutníka, jdoucího ať už v procesí nebo samostatně, působit. Poutními místy bývají jak velká města, jako Jeruzalém (svaté město všech tří velkých monoteistických náboženství), Řím, Santiago de Compostela, tak kostely, kolem nichž vznikly jen menší obce nebo zázemí (Lurdy, Mariazell, Einsiedeln, Velehrad, Hostýn, Svatá Hora u Příbrami), ale také určitá jinak opuštěná místa v krajině, jako je hora, pramen, studna, jeskyně nebo svatyně. Během společných poutních cest se někdy konají zastavení například za účelem společné modlitby, rozjímání nebo mše svaté. Poutních cest bývalo mnoho, v Českých zemích byly oblíbené například poutě do Křtin nebo Mariazell v Rakousku. Některé cesty mají staletou tradici, jsou ale zakládány i cesty nové.

## Seznam poutních cest

### Svět
- Svatojakubská cesta
  - novodobou variantou je eurocyklostezka EV 3 – tzv. Poutnická trasa: Trondheim (Norsko) – Santiago de Compostela (5 122 km)
- Via francigena (česky Francká cesta, středověká cesta z Canterbury přes Německo a Švýcarsko do Říma.)
- Camino di Francesco (z Padovy do Assisi)
- Via slavica (z východní Evropy přes Brno a Vídeň do Říma)
- Anna-Katharina-Weg, cesta po místech spjatých se životem bl. Anny Kateřiny Emmerichové

- Via exulantis (ze Suchdola nad Odrou do Herrnhutu) – 466 kilometrů dlouhá turistická stezka po stopách moravských exulantů.[1]

### Česko
- Poutní cesta od pražské Lorety do Hájku
- Poutní cesta Vranov nad Dyjí – Velehrad (153 km, od roku 2001)[2]
- Poutní cesta Svatý Hostýn – Velehrad (62 km, od roku 2008), i v opačném směru[3][4]
- Skokovská stezka – mariánská poutní trasa z kláštera v Teplé do Skoků (58 km, od roku 2010)[5]
- Poutní cesta z Prahy do Staré Boleslavi
- Poutní cesta z Březnice na Svatou Horu u Příbrami
- Františkova cesta - poutní cesta v Blahutovicích v okrese Nový Jičín